# VOICE OF LOVE
「VOICE OF LOVE」(ヴォイス オブ ラヴ)は、1991年7月21日にDe-LAXが発表した楽曲、及び同曲を収録したシングル。通算5枚目のシングルである。発売元はフォーライフ・レコード。

## 概要
- 前作「GLOBAL STREET」から、1年ぶりのリリースとなった。
- コンサートツアー『De-LAX "CLUB KINGDOM"』で全国を回っている最中に本楽曲が発売された。

## 収録曲
- 全曲 作詞:宙也、編曲:De-LAX

| #         | タイトル          | 作詞      | 作曲     | 時間 |
| --------- | ----------------- | --------- | -------- | ---- |
| 1.        | 「VOICE OF LOVE」 |           | 鈴木正美 | 4:27 |
| 2.        | 「BUTTERFLY」     |           | 榊原秀樹 | 4:30 |
| 合計時間: | 合計時間:         | 合計時間: | 8:57     |      |

## 曲解説
- 全曲 作詞:宙也、編曲:De-LAX

1. VOICE OF LOVE (4:27)
  - 作曲:鈴木正美

De-LAXのシングルの表題曲の中では、数少ないフェードアウトして終わる楽曲である。
コンサートツアー『De-LAX "CLUB KINGDOM"』内の「De-LAX CHANGE COSTUME at 3×3 GIGS 3DAYS」のうち、6月22日の新宿LOFT公演のライブでは、このシングルの発売に先駆けて、本楽曲が演奏された。なお、この日は、アコースティックバージョンで演奏された。なお、シングルバージョンは、7月20日の後楽園ホール公演のライブにて、初めて演奏された。
なお、本楽曲のPVは、先述のコンサートツアー『De-LAX "CLUB KINGDOM"』内の「De-LAX CHANGE COSTUME at 3×3 GIGS 3DAYS」のライブ映像がそのままPVとして使用されている。
歌詞にザ・ローリング・ストーンズの「LET'S SPEND NIGHT TOGETHER」とエルヴィス・プレスリーの「BLUE MOON」が登場する。因みに本曲の最後には、本物の「BLUE MOON」を入れる案があったのだが、権利関係でボツになったという逸話がある。
また、ビデオ『THE STORY OF De+LAX 1988-1992 5Years×5Lives』には、アルバムツアー『De-LAX TOUR '92 "OUR FAVOURITE ROADS"』の9月21日の渋谷公会堂で行われたライブの映像が収録されている。
2. BUTTERFLY (4:30)
  - 作曲:榊原秀樹

De-LAXのシングル曲のB面の中で、一番演奏時間が長い楽曲となっている。
この曲は他のどのアルバムにも収録されておらず、本作のみに収録されている。
コンサートツアー『De-LAX "CLUB KINGDOM"』内の「De-LAX CHANGE COSTUME at 3×3 GIGS 3DAYS」の8月20日の川崎クラブチッタ公演のライブにて、本楽曲が初めて演奏された。

## 収録アルバム
オリジナルアルバム
- EMOTIONAL MARKET (#1)

ベストアルバム
- THE STORY OF De+LAX 1988-1992 5Years×5Lives (#1)
- "20th Anniversary Premium Collection" (#1)

## 収録映像作品
PV収録
- "20th Anniversary Premium Collection" (#1)

ライブ映像収録
- THE STORY OF De+LAX 1988-1992 5Years×5Lives (#1)